# Gondel
Gondel (llamada oficialmente San Cosme de Gondel) es una parroquia española del municipio de Pol, en la provincia de Lugo, Galicia.

## Organización territorial
La parroquia está formada por tres entidades de población:
- Aldea
- Eirexe
- Pacio (O Pacio)

## Personajes famosos
El picador de toros Dositeo Rodriguez, Gallego, nació en Gondel el 21 de diciembre de 1893. Desempeñó diversos oficios en Orense y luego en Sevilla donde se empleó como albañil. Recibió la ayuda de Joé Gómez Ortega, Gallito,  para convertirse en picador de toros, empleo al que se dedicó desde 1919, primero como picador de reserva en las Plazas de Sevilla, Bilbao y Barcelona y, en 1919, se ajustó en la cuadrilla del entonces novillero Joselito Martín. En 1920 está en la cuadrilla de Marcial Lalanda, a la sazón novillero, y picando para él consigue el reconocimiento de la afición madrileña, fama que consolida en la Feria de Sevilla de 1922. En 1923 trabaja a las órdenes de Valencia II y en 1924 y hasta 1931 figura de nuevo en la de Marcial Lalanda. Luego estuvo con Antonio Márquez, Pepe Amorós, Maravilla, y varios matadores más. Falleció en Madrid el 11 de febrero de 1959.

## Demografía
| Gráfica de evolución demográfica de Gondel entre 2000 y 2020 |
|                                                              |
| Datos según el nomenclátor publicado por el INE.             |